# آرنولد موومبا
آرنولد موومبا (انگلیسی: Arnold Mvuemba؛ زادهٔ ۲۸ ژانویهٔ ۱۹۸۵) بازیکن فوتبال اهل فرانسه است.
از باشگاه‌هایی که در آن بازی کرده‌است می‌توان به باشگاه فوتبال پورتسموث، باشگاه فوتبال رن، باشگاه فوتبال المپیک لیون، و باشگاه فوتبال لوریان اشاره کرد.
وی همچنین در تیم‌های ملی فوتبال زیر ۲۱ سال فرانسه و جمهوری دموکراتیک کنگو بازی کرده‌است.